# یک‌بار (ترانه)
«یک‌بار» (به اسپانیایی: De Una Vez) ترانه‌ای است که توسط خواننده آمریکایی سلنا گومز ضبط شده‌است. این ترانه در ۱۴ ژانویه ۲۰۲۱ توسط اینترسکوپ رکوردز به عنوان تک‌آهنگ لید چهارمین آلبوم استودیویی پیش‌رو گومز منتشر شد. با بازگشت به ریشه‌های مکزیکی خود، «یک‌بار» نخستین تک‌آهنگ اسپانیایی زبان گومز است. این یک ترانه پا ریتمیک است که توسط تینی، آلبرت هایپ و جوتا روزا تهیه شده و متن آن حول عشق، رشد عاطفی و توانمندسازی است.
موزیک ویدیوی رسمی «یک‌بار» در کنار انتشار ترانه در یوتیوب به نمایش گذاشته شد. این ویدئو عرفانی که به شدت از فرهنگ آمریکای لاتین او الهام گرفته‌است، سبک هنری واقع‌گرایی جادویی را اقتباس می‌کند و گومز را با هزاره درخشان شبیه قلب مقدس به تصویر می‌کشد، که به شرح تحولات شخصی و بهبودی او می‌پردازد.